# HD 207446
HD 207446，又名BD+35 4643，SAO 71716、HR 8336，是一颗恒星，视星等为6.47，位于銀經86.68，銀緯-13.08，其B1900.0坐标为赤經21h 43m 55.4s，赤緯+36° -13.08′ 58″。